# Clearc d'Esparta
Clearc d'Esparta (en llatí Clearchus, en grec antic Κλέαρχος "Kléarkhos") fou un militar espartà fill de Ràmfies.
En el congrés que els espartans van organitzar a Corint el 412 aC se li va encomanar el comandament de l'Hel·lespont després que Lesbos i Quios havien caigut en mans dels atenencs i una comissió d'onze membres que havia anat a Esparta per supervisar la conducta d'Astíoc, fou l'encarregada d'organitzar l'expedició de Clearc.
Clearc va estar present a la batalla de Cízic el 410 aC a les ordres de Míndar (Mindaros), al front de la força naval que s'enfrontava a Trasibul. El mateix any va anar a Calcedònia i Bizanci per demanar el tallament dels subministraments als atenencs, i va fixar la seva residència a Bizanci on va assolir de fet el govern. La ciutat fou assetjada pels atenencs (408 aC) i Clearc va utilitzar les provisions acumulades (que eren poques) només pels soldats espartans, i la població estava desesperada i es va rendir aprofitant que Clearc havia anat a l'Àsia a demanar diners i tropes al sàtrapa Farnabazos II; la rendició li va costar a Clearc un judici per traïció on fou condemnat a una multa
El 406 aC fou present a la batalla de les Arginuses.
Al final de la guerra del Peloponès Clearc fou enviat a Tràcia a protegir a les ciutats gregues contra els tracis però abans d'arribar a l'istme de Corint els èfors es van penedir i el van cridar. Tot i així Clearc va anar a l'Hel·lespont i va fixar la seva residència a Bizanci mentre a Esparta era condemnat a mort.
A Bizanci, amb les seves forces, ara mercenaris, es va assegurar la direcció política de la ciutat i es va comportar cruelment i va fer matar nombrosos notables. Esparta va decidir enviar una força contra ell sota el comandament de Fantoídes, i Clearc es va retirar a Selímbria. També aquí fou atacat i assetjat però es va poder escapar de nit i se'n va anar a Àsia, a la cort de Cir el jove que, com que ja preparava la revolta, el va acollir i el va posar al seu servei en teoria per defensar als grecs del Quersonès traci dels bàrbars.
Quan Cir el jove va iniciar la marxa cap a la capital persa, Clearc se li va unir a Celenes de Frígia amb 2000 homes, però quan es va saber que es tractava d'una revolta les tropes es va negar a seguir, i Clearc va intentar fer-los obeir per la força i gairebé fou linxat.
Finalment va romandre al servei de Cir amb una resta de soldats que van restar lleials però amb una posició dèbil, per la qual cosa va decidir abandonar a Cir tan aviat com fos possible. El 401 aC a Cunaxa va dirigir l'ala dreta i va conservar el camp (a la vora de l'Eufrates) però no va participar en el projecte de Cir d'atacar el centre enemic amb totes les forces. Plutarc atribueix a aquest excés de precaució la pèrdua de la batalla de Cunaxa.
Quan els grecs van iniciar la retirada, Clearc fou reconegut com el seu cap natural i en aquest moment va exhibir qualitats d'energia i de prudència, i va mantenir la disciplina. Es va entrevistar amb el sàtrapa Tisafernes i es va arribar a un acord entre ambdós però Tisafernes va tenir sospites i quatre generals i 20 logacs que acompanyaven a Clearc foren detinguts i altres massacrats i Clearc i els presoners foren enviats a la cort d'Artaxerxes II de Pèrsia. La reina mare Parisatis els va voler salvar però finalment foren tots executats.